# Borcea (Călărași)
Borcea é uma comuna romena localizada no distrito de Călăraşi, na região de Muntênia. A comuna possui uma área de 385.82 km² e sua população era de 8859 habitantes segundo o censo de 2004.